# بطولة كاريوكا 1998
بطولة كاريوكا 1998 هو موسم من بطولة كاريوكا. أشرف على تنظيمه Federação de Futebol do Estado do Rio de Janeiro ‏، وكان عدد الأندية المشاركة فيه 12، وفاز فيه نادي فاسكو دا غاما.